# Hugo Harrewijn
Hugo Harrewijn (Sliedrecht, 18 juni 1931 – Woudenberg, 25 mei 2015) was een Nederlands politicus van de CHU en later het CDA.
Op 17-jarige leeftijd ging hij werken bij de gemeente in zijn geboorteplaats Sliedrecht. Na enige tijd bij de gemeente Voorschoten te hebben gewerkt, keerde hij weer terug naar zijn eerste werkgever, waar hij het bracht tot adjunct commies bij de centrale boekhouding van de gemeentebedrijven. In april 1958 werd Harrewijn financieel medewerker bij het Polderdistrict Bommelerwaard boven de Meidijk, enkele jaren later maakte hij de overstap naar het Waterschap Tholen en in 1964 ging hij als ontvanger werken bij het Waterschap Walcheren. Daarnaast was hij vanaf 1970 gemeenteraadslid in Middelburg. In 1972 werd Harrewijn hoofd financiën bij het zuiveringsschap rivierenland in Tiel en ook daar werd hij lid van de gemeenteraad. Na het overlijden van de Brakelse burgemeester Johannes van Eck werd hij daar in september 1979 als diens opvolger benoemd. In juli 1985 volgde zijn benoeming tot burgemeester van Woudenberg wat hij tot zijn vervroegde pensionering in 1994 zou blijven. In oktober 1997 kwam hij als waarnemend burgemeester terug naar Brakel dat op 1 januari 1999 fuseerde met Kerkwijk en Zaltbommel, waarmee zijn functie kwam te vervallen. Hij overleed in 2015 op 83-jarige leeftijd.